# Internet interplanetária

A velocidade da luz, ilustrada aqui por um feixe de luz viajando da Terra para a Lua, limitaria a velocidade com que as mensagens seriam capazes de viajar na Internet interplanetária. Neste exemplo, a luz leva 1,26 segundos para viajar da Terra à Lua. Devido às vastas distâncias envolvidas, podem ocorrer atrasos muito maiores do que na Internet ligada à Terra.

A Internet interplanetária é uma rede de computadores concebida no espaço, consistindo de um conjunto de nós de rede que podem se comunicar uns com os outros (entre si). Esses nós são os orbitadores e pousadores do planeta e as estações terrestres da Terra. Por exemplo, os orbitadores coletam os dados científicos da sonda (astromóvel) Curiosity em Marte através de ligações de comunicação próximas a Marte, transmitem os dados para a Terra através de ligações diretas dos orbitadores de Marte para estações terrestres da Terra e, finalmente, os dados são roteados pela Internet interna da Terra.
A comunicação interplanetária é muito atrasada pelas distâncias interplanetárias, portanto, um novo conjunto de protocolos e tecnologias que são tolerantes a grandes atrasos e erros são necessários. A Internet interplanetária é uma rede de internets de armazenamento e transmissão que frequentemente está desconectada, tem uma conexão digital de alta velocidade e alta capacidade que forma o eixo de uma rede de área local ou ampla sem fio repleta de ligações sujeitas a erros e atrasos que variam de dezenas de minutos a até horas, mesmo quando há uma conexão.

## Desafios e razões
Na implementação central da Internet interplanetária, os satélites orbitando um planeta se comunicam com os satélites de outro planeta. Simultaneamente, esses planetas giram em torno do Sol com longas distâncias e, portanto, muitos desafios enfrentam as comunicações. As razões e os desafios resultantes são:
1. O movimento e as longas distâncias entre os planetas: a comunicação interplanetária é muito atrasada devido às distâncias interplanetárias e ao movimento dos planetas. O atraso é variável e longo, varia de alguns minutos (Terra a Marte) a algumas horas (Plutão à Terra), dependendo de suas posições relativas. A comunicação interplanetária também é suspensa devido à conjunção solar, quando a radiação solar dificulta a comunicação direta entre os planetas. Como tal, a comunicação caracteriza ligações[b] com perdas e conectividade de lugação[b] intermitente.
2. Carga útil embutida baixa: os satélites podem transportar apenas uma carga útil pequena, o que impõe desafios em termos de potência, massa, tamanho e custo para o design de hardware de comunicação. Uma largura de banda assimétrica seria o resultado dessa limitação.[7] Essa assimetria atinge proporções de até 1000:1 como parte da largura de banda de "entrada:saída"[d].
3. Ausência de infraestrutura fixa: o gráfico dos nós participantes em um planeta específico para a comunicação de um planeta específico muda ao longo do tempo, devido ao movimento constante. As rotas de comunicação planeta a planeta são planejadas e programadas, ao invés de oportunistas.

## Desenvolvimento
A tecnologia de comunicação espacial tem evoluído constantemente de arquiteturas ponto a ponto caras e únicas, para a reutilização da tecnologia em missões sucessivas e para o desenvolvimento de protocolos padrões acordados por agências espaciais de muitos países. Esta última fase prossegue desde 1982 por meio dos esforços do Comitê consultivo para sistemas de dados espaciais (C.C.S.D.E.) [en], um órgão composto pelas principais agências espaciais do mundo. Tem 11 agências membros, 32 agências observadoras e mais de 119 associados industriais.
A evolução dos padrões do sistema de dados espaciais ocorreu em paralelo com a evolução da Internet, frutífera com a polinização cruzada conceitual, mas em grande parte como uma evolução separada. Desde o final da década de 1990, os protocolos familiares de Internet e os protocolos de enlace espacial do Comitê consultivo para sistemas de dados espaciais (C.C.S.D.E.) se integraram e convergiram de várias maneiras. Por exemplo, a transferência de arquivos (P.T.F.) para o STRV 1B [en] da órbita terrestre bem sucedida em 2 de janeiro de 1996, que executou o protocolo de transferência de arquivos (P.T.F.) sobre as Especificações do protocolo de comunicações espaciais (E.P.C.E.) do tipo Protocolo de Internet versão 4 (P.I.v.4) do Comitê consultivo para sistemas de dados espaciais (C.C.S.D.E.). O uso do protocolo de Internet sem o Comitê consultivo para sistemas de dados espaciais (C.C.S.D.E.) ocorreu em espaçonaves (em demonstrações no satélite UoSAT-12 e operacionalmente na Constelação de monitoramento de desastres (C.M.D.), por exemplo). Tendo atingido a era em que a rede e o Protocolo de Internet (P.I.) a bordo de uma espaçonave demonstraram ser viáveis e confiáveis, um estudo prospectivo maior do quadro foi a próxima fase.[carece de fontes?]
O estudo da Internet interplanetária no Laboratório de propulsão a jato (L.P.J.) da Administração aeronáutica e espacial nacional (A.A.E.N.) foi iniciado por uma equipe de cientistas do Laboratório de propulsão a jato (L.P.J.) liderada por Vinton Cerf e o falecido Adrian Hooke [en]. Cerf é um dos pioneiros da Internet na Terra e foi nomeado cientista visitante ilustre no Laboratório de propulsão a jato (L.P.J.) em 1998. Hooke foi um dos fundadores e diretores do Comitê consultivo para sistemas de dados espaciais (C.C.S.D.E.).
Embora os protocolos das Especificações do protocolo de comunicações espaciais (E.P.C.E.) do tipo Protocolo de Internet (P.I.) sejam viáveis para saltos curtos, como os da estação terrestre para o orbitador, do astromóvel (rover) para a sonda, da sonda para o orbitador, da sonda para o sobrevôo e assim por diante, uma rede tolerante a atrasos (R.T.A.) é necessária para obter informações de uma região do sistema solar para outra. Se torna aparente que o conceito de uma região é um fator arquitetônico natural da Internet interplanetária.[carece de fontes?]
Uma região é uma área onde as características de comunicação são as mesmas. As características da região incluem comunicações, segurança, manutenção de recursos, talvez propriedade e outros fatores. A Internet interplanetária é uma "rede de internets regionais".
O que é necessário, então, é uma maneira padrão de obter comunicação ponta a ponta por meio de várias regiões em um ambiente desconectado e de atraso variável usando um conjunto generalizado de protocolos. Exemplos de regiões podem incluir a Internet terrestre, uma região na superfície da Lua ou de Marte ou uma região terra-órbita.[carece de fontes?]
O reconhecimento desse requisito levou ao conceito de um "pacote" como uma forma de alto nível de abordar o problema generalizado de armazenamento e encaminhamento. Pacotes são uma área de desenvolvimento de protocolo novo nas camadas superiores do Modelo de Interconexão de sistemas abertos (I.S.A.), acima da camada de transporte com o objetivo de abordar a questão de empacotar informações de armazenamento e envio para que possam atravessar de forma confiável ambientes radicalmente diferentes, constituindo uma "rede de internets regionais".[carece de fontes?]
A rede tolerante a atrasos (R.T.A.) foi projetada para permitir comunicações padronizadas em longas distâncias e com atrasos. Em seu núcleo está algo chamado Protocolo de pacote (P.P.), que é semelhante ao Protocolo de Internet (ou IP) que serve como o coração da Internet aqui na Terra. A grande diferença entre o Protocolo de Internet (P.I.) regular e o Protocolo de pacote (P.P.) é que o Protocolo de Internet (P.I.) assume um caminho de dados de ponta a ponta contínuo, enquanto o Protocolo de pacote (P.P.) é construído para levar em conta erros e desconexões (falhas que comumente afetam as comunicações no espaço profundo).
A camada de serviço de pacote, implementada como conjunto do Protocolo de pacote (P.P.) para rede tolerante a atrasos (R.T.A.), fornecerá serviços de protocolo tolerante a atrasos de propósito geral em suporte a uma gama de aplicações: transferência de custódia, segmentação e remontagem, confiabilidade de ponta a ponta, segurança de ponta a ponta e roteamento de ponta a ponta entre eles. O protocolo de pacote foi testado pela primeira vez no espaço no satélite UK-DMC [en] em 2008.
Um exemplo de uma dessas aplicações ponta a ponta em uma missão espacial é o Protocolo de entrega de arquivos do Comitê consultivo para sistemas de dados espaciais (P.E.A.C.) [en], usado na missão impacto profundo. O Protocolo de entrega de arquivos do Comitê consultivo para sistemas de dados espaciais (P.E.A.C.) é um padrão internacional para transferência automática e confiável de arquivos em ambas as direções. O Protocolo de entrega de arquivos do Comitê consultivo para sistemas de dados espaciais (P.E.A.C.) não deve ser confundido com o Protocolo de distribuição de arquivos coerente [en], que tem o mesmo acrônimo (em inglês) e é um protocolo experimental documentado pela Força tarefa de engenharia da Internet (F.T.E.I.) para implementar rapidamente arquivos em vários alvos em um ambiente altamente conectado.[carece de fontes?]
Além de copiar de forma confiável um arquivo de uma entidade (como uma nave espacial ou estação terrestre) para outra entidade, o Protocolo de entrega de arquivos do Comitê consultivo para sistemas de dados espaciais (P.E.A.C.) tem a capacidade de transmitir de forma confiável pequenas mensagens arbitrárias definidas pelo usuário, nos metadados que acompanham o arquivo, e transmitir comandos de forma confiável relacionados ao gerenciamento do sistema de arquivos que devem ser executados automaticamente na entidade de ponto final remoto (como uma nave espacial) após a recepção bem sucedida de um arquivo.[carece de fontes?]

### Danuri
Para testar o sistema experimental de "Internet espacial", Danuri (O.L.D.C. – Orbitador lunar desbravador da Coreia) [en] encaminhou com sucesso uma série de fotos tiradas, bem como vários arquivos de vídeo (incluindo "Dynamite" do BTS), a partir do espaço sideral para a Terra, no Ministério da ciência e tecnologia da informação e comunicação (M.C.T.I.) [en] da Coreia, no Instituto de pesquisa aeroespacial da Coreia (I.P.A.C.) e no Instituto de pesquisa em eletrônica e telecomunicações (I.P.E.T.) [en] em 7 de novembro de 2022.

## Protocolo
O padrão de telemetria de pacotes do Comitê consultivo para sistemas de dados espaciais (C.C.S.D.E.) [en] define o protocolo usado para a transmissão de dados de instrumentos de espaçonaves pelo canal do espaço profundo. Sob este padrão, uma imagem ou outros dados enviados de um instrumento de nave espacial são transmitidos usando um ou mais pacotes.

### Definição de pacote do Comitê consultivo para sistemas de dados espaciais (C.C.S.D.E.)
Um pacote é um bloco de dados com comprimento que pode variar entre pacotes sucessivos, variando de 7 a 65.542 bytes, incluindo o cabeçalho do pacote.
- Os dados compactados são transmitidos por meio de quadros, que são blocos de dados de comprimento fixo. O tamanho de um quadro, incluindo o cabeçalho do quadro e as informações de controle, pode variar até 2.048 bytes.

- Os tamanhos dos pacotes são fixos durante a fase de desenvolvimento.

Como os comprimentos dos pacotes são variáveis, mas os comprimentos dos quadros são fixos, os limites dos pacotes geralmente não coincidem com os limites dos quadros.

## Implementação

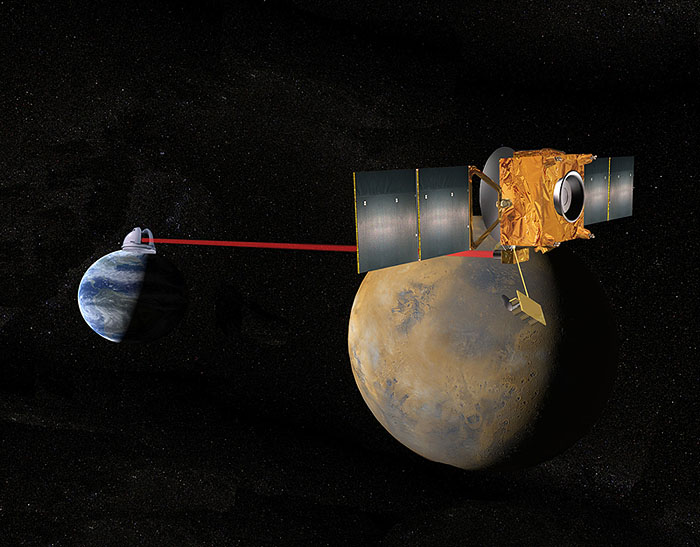
Orbitador de telecomunicações de Marte